# Francisco Cruz Gutiérrez
Francisco Cruz Gutiérrez, conocido con el apodo de Seisdedos (1874-1933), fue un militante anarquista español y de la Confederación Nacional del Trabajo, natural del pueblo gaditano Casas Viejas (actual Benalup-Casas Viejas).

## Historia
Durante la llamada Insurrección anarquista de enero de 1933, participa activamente en los hechos conocidos como Sucesos de Casas Viejas y tras la entrada de la Guardia de Asalto en el pueblo, es sitiado junto a más personas en su casa, una choza de paja y barro. Los Guardias de Asalto deciden rociar con gasolina la choza y prenderle fuego tras una masacre por parte de los uniformados al tirotear por la noche dicha choza. "Seisdedos" muere calcinado junto a 15 personas más dentro de la casa, los cuales iban a yacer en el cementerio del pueblo. Esta matanza, ocurrida durante el bienio inaugural de la República, será una de las principales brechas que acaba por romper la coalición republicano-socialista.
Actualmente el lugar de la casa lo ocupa un hotel de lujo.